# Rudolf Ackermann (Mediziner)
Rudolf Ackermann (* 14. Mai 1921 in Würzburg; † 7. Juli 2013 in Köln) war ein deutscher Neurologe, Psychiater und Hochschullehrer. Er war Gründungsmitglied der Deutschen Gesellschaft für Infektiologie (DGI).

## Werdegang
Rudolf Ackermann wuchs in Würzburg auf und studierte von 1940 bis 1949 Medizin in Würzburg, München und Kiel. 1949 legte er in Würzburg das Staatsexamen ab. Anschließend arbeitete er bis 1953 als Assistenzarzt am Universitätsklinikum in Kiel, wo er 1950 zum Dr. med. promoviert wurde.
Im Jahr 1954 wechselte Ackermann an die Nervenklinik des Universitätsklinikums Köln und blieb dort bis zum Einritt in den Ruhestand im Jahr 1986 tätig. 1961 habilitierte er sich im Fach Neurologie und Psychiatrie, 1962 wurde er klinischer Oberarzt. 1968 wurde er zum apl. Professor für Neurologie und Psychiatrie. und zum Leiter der Abteilung für Klinische Virologie der Nervenklinik ernannt.
1973 war Ackermann Mitbegründer der Deutschen Gesellschaft für Infektiologie und von 1978 bis 1982 deren Vorsitzender.

## Veröffentlichungen
- Rudolf Ackermann, Brunhilde Rehse Küpper: Untersuchungen zur Frage der medizinischen Bedeutung von zwei in der Bundesrepublik Deutschland aus Zecken isolierten Viren. Wiesbaden, Springer Fachmedien 1979.
- R. Ackermann, E. Gollmer, B. Rhese-Küpper: Progressive Borrelien-Enzepahlomyelitis. Chronische Manifestation der Erythema-chronicum-migrans-Krankheit am Nervensystem. In: Dtsch Med Wochenschr. Band 110, 1985, S. 1039–1042. doi:10.1055/s-2008-1068956

## Auszeichnungen und Ehrungen
- 1986: Hugo Schottmüller-Preis für besondere Dienste in der Borrelioseforschung[6]
- 2006: Bundesverdienstkreuz am Bande

## Rudolf Ackermann Stiftung
2002 entschloss sich Rudolf Ackermann, eine eigene Stiftung für die Klinische Infektiologie zu gründen, mit dem Ziel, Forschung und Wissenschaft auf diesem Gebiet nachhaltig fördern zu können.